# Severt Dennolf

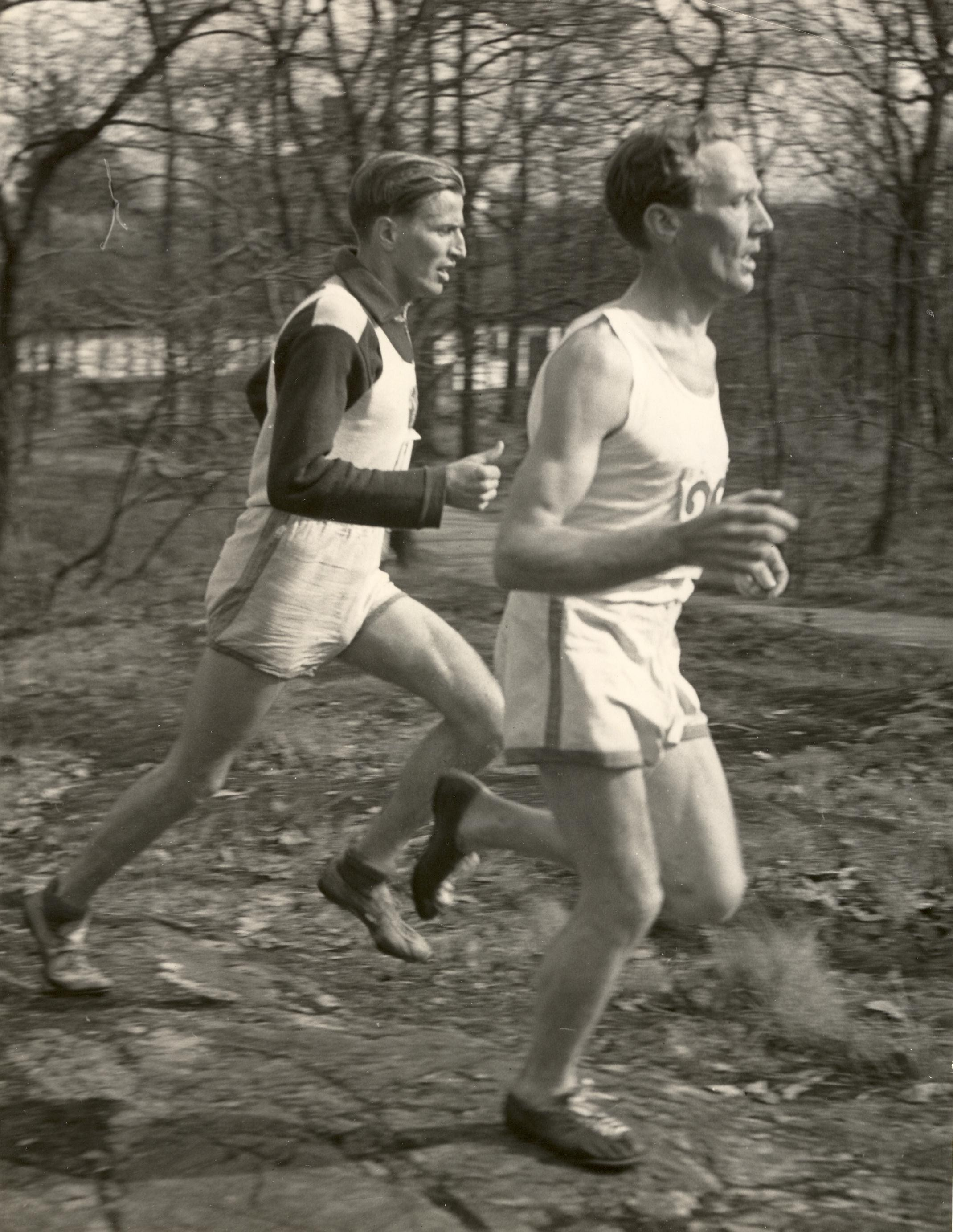
Severt Dennolf (links) und Valter Nyström, 1949

Severt Dennolf (Karl Severt Dennolf; * 13. Mai 1920 in Nordmaling; † 8. Mai 1990 ebd.) war ein schwedischer Langstreckenläufer.
Bei den Olympischen Spielen 1948 wurde er Fünfter über 10.000 m.
1949 und 1952 wurde er Schwedischer Meister im Crosslauf auf der Langstrecke.

## Persönliche Bestzeiten
- 5000 m: 14:32,2 min, 21. August 1949, Stockholm
- 10.000 m: 30:13,2 min, 10. September 1949, Stockholm